# Ludwig Homann

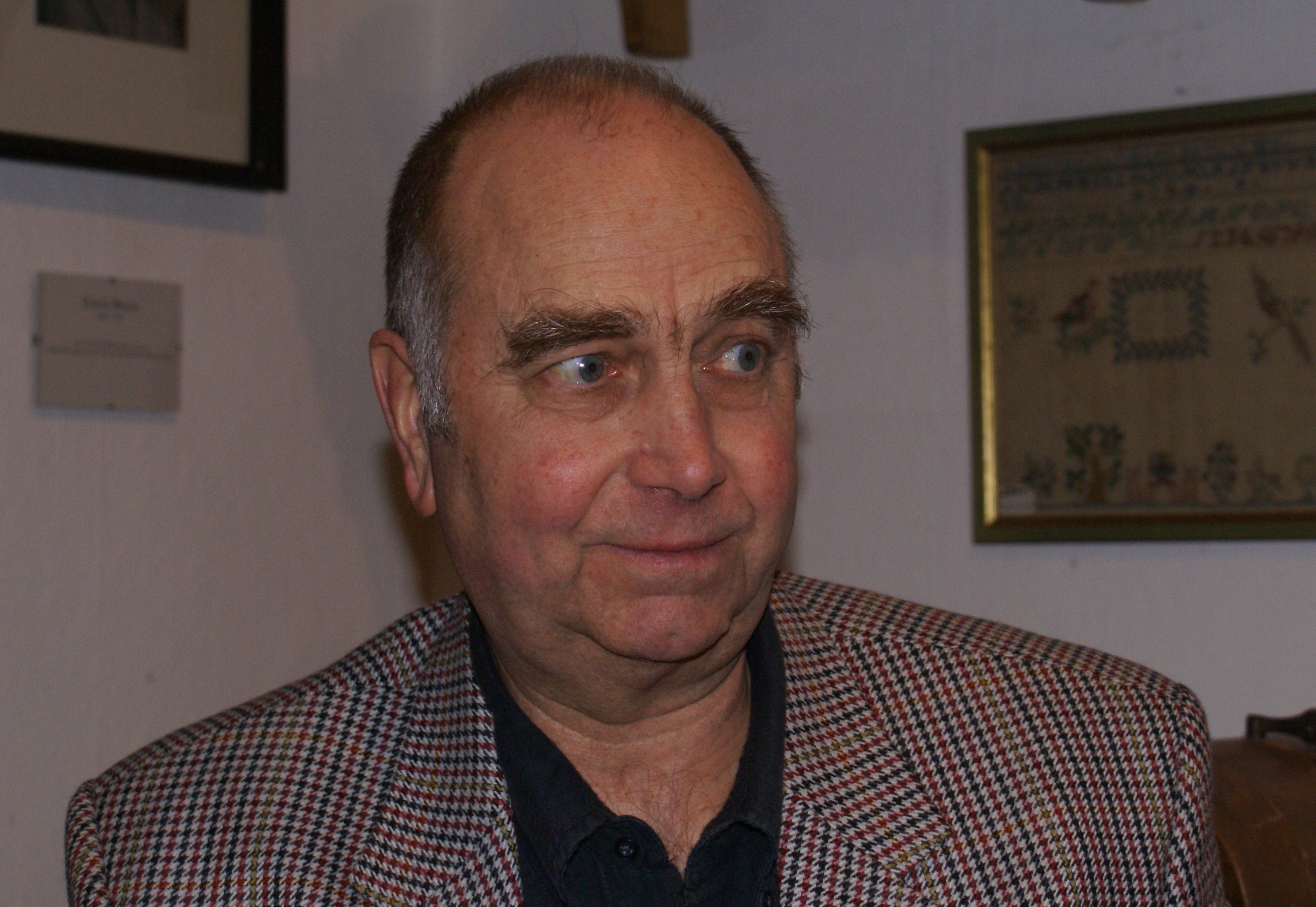
Ludwig Homann bei einer Lesung in Bad Laer im Februar 2011

Ludwig Homann (* 5. Februar 1942 in Gläsersdorf, Schlesien) ist ein deutscher Schriftsteller.

## Leben
Ludwig Homann ist der Sohn einer westfälischen Siedlerfamilie,
die 1946 nach der polnischen Besetzung Schlesiens nach Westfalen zurückkehrte. Homann besuchte von 1948 bis 1956 die Volksschule in Beckum und machte anschließend eine landwirtschaftliche Lehre in Senden. Danach absolvierte er eine Ausbildung für den Polizeidienst und war von 1961 bis 1963 Polizist in Ahlen. Von 1963 bis 1965 besuchte er das Abendgymnasium Frankfurt am Main, brach die Schule jedoch ab und begann, sich mit Literatur zu beschäftigen und selbst zu schreiben. Von 1969 bis 1970 hielt er sich als Entwicklungshelfer des DED in Tunesien auf. Von 1974 bis 1981 studierte er in Münster Pädagogik. Homann absolvierte sein Referendariat und legte das 2. Staatsexamen für den Schuldienst ab. Anschließend war er jedoch nur kurze Zeit als Lehrer tätig; er gab diesen Beruf zugunsten der Literatur auf. Seit 1982 lebt er als freier Schriftsteller im niedersächsischen
Glandorf/Osnabrück.
Ludwig Homann ist Verfasser von Romanen, die meist in seiner westfälischen Heimat spielen und in deren Mittelpunkt nüchterne, detaillierte Charakterstudien von Provinzbewohnern stehen.
Ludwig Homann erhielt 1999 den Annette-von-Droste-Hülshoff-Preis sowie 2002 den Kunstpreis des Landschaftsverbandes Osnabrücker Land.

## Werke
- Geschichten aus der Provinz, Frankfurt am Main 1968
- Der schwarze Hinnerich von Sünnig und sein Nachtgänger, Frankfurt am Main 1970
- Jenseits von Lalligalli, Frankfurt am Main 1973
- Die Friedenskinder, Weinheim/Bergstraße 1983
- Der Stern über den Sternen, Weinheim/Bergstraße 1986
- Engelchen, Zürich 1994
- Ada Pizonka, Zürich 1995
- Klaus Ant, Zürich 1996
- Der weiße Jude, Zürich 1998
- Der Hunne am Tor, Zürich 2001
- Befiehl dem Meer, Berlin 2006
- Engelchen und Ein seegrünes Fahrrad, Bielefeld 2012
- Jung Siegfried, Bielefeld 2013
- Lesebuch Ludwig Homann, Bielefeld 2020